# Aich (rivier)
De Aich is een 30 km lange, linker zijrivier van de Neckar in de Duitse deelstaat Baden-Württemberg. Zij stroomt door de Landkreis Böblingen en de Landkreis Esslingen.
De bron van de Aich ligt in de stad Holzgerlingen, op een hoogte van 431 m.
De monding in de Neckar, bij Nürtingen ligt op een hoogte van 163 m.
Het stroomgebied bedraagt zo'n 179 km².
De rivier is visrijk.
De belangrijkste zijrivier is de Schaich.

## Referentie
- Dit artikel of een eerdere versie ervan is een (gedeeltelijke) vertaling van het artikel Aich (Fluss) op de Duitstalige Wikipedia, dat onder de licentie Creative Commons Naamsvermelding/Gelijk delen valt. Zie de bewerkingsgeschiedenis aldaar.